# Olympia (Magritte)
Pour les articles homonymes, voir Olympia.
Olympia est une peinture de l'artiste René Magritte réalisée en 1948.   

## Historique
Mesurant 60 × 80 centimètres, elle représente Georgette Berger, modèle et épouse de Magritte, nue, avec un coquillage nacré sur le ventre. Ce coquillage, attribut de la Vénus anadyomène, c'est-à-dire sortie nue des eaux, symbolise la fécondité et évoque le désir d’enfant inassouvi du couple.  Son titre fait référence à « Olympia », le sobriquet des cocottes au XIXe siècle, et au tableau du même titre peint par Édouard Manet en 1863.
À la suite du prêt accordé par le propriétaire privé, la peinture est exposée au Musée René Magritte de Jette, jusqu'au 24 septembre 2009, date à laquelle elle est dérobée lors d'un hold-up armé. La toile, dont la valeur est estimée entre 750 000 et 3 millions €, a été mystérieusement restituée à la police deux ans plus tard,, très probablement parce que les voleurs ne sont pas parvenus à la revendre. Les voleurs n'ayant pas pu être identifiés, l'enquête judiciaire a été close en 2014 par le parquet de Bruxelles. 
Rarement montrée au public depuis, la peinture est temporairement exposée à Malines du 16 octobre 2021 au 30 avril 2022. 